# مکرتیچ هوهانیسیان
مکرتیچ هوهانیسیان (ارمنی: Մկրտիչ Հովհաննիսյան؛ ۴ ژانویهٔ ۱۹۷۰) بازیکن فوتبال در پست هافبک اهل ارمنستان است.

## باشگاهی
از باشگاه‌هایی که در آن بازی کرده‌است می‌توان به باشگاه فوتبال آرابکیر، باشگاه فوتبال کوتایک، باشگاه فوتبال اربونی، باشگاه فوتبال زوارتنوتس-ای‌ای‌ال، باشگاه فوتبال لرناگورتس کاپان، باشگاه فوتبال بانانتس، باشگاه فوتبال لرناگورتس کاپان، باشگاه فوتبال، باشگاه فوتبال و باشگاه فوتبال اشاره کرد.

## تیم ملی
وی همچنین در تیم ملی فوتبال ارمنستان بازی کرده‌است. یان نخستین بازی ملی خود را که یک بازی دوستانه بود در تاریخ ۱۴ اکتبر ۱۹۹۲ در ایروان در مقابل مولداوی انجام داده‌است.